# Lijst van Ravensbrückgevangenen
Dit is een alfabetische lijst van Ravensbrückgevangenen en -slachtoffers van wie een artikel op Wikipedia staat.

## A
- Virginia d'Albert-Lake (1910-1997), Amerikaanse die lid was van het Franse verzet

## B
- Dinah Babitt (1923-2009), Amerikaans-Tsjechisch beeldhouwer en kunstschilder
- Donald Bamberg (1920-2013), Nederlands verzetsstrijder
- Annie Bartels-Striethorst (1886-1945), Nederlands verzetsstrijder
- Marie Bartette (1893-1961), Frans verzetsstrijder
- Jurek Becker (1937-1997), Pools-Duits schrijver en dissident
- Esther Bejarano (1924-2021), Duits zangeres, antifascist en overlevende van het meisjesorkest van Auschwitz
- Olga Benário Prestes (1908-1942), Duits-Braziliaans communistisch militant
- Betty Bergen (1905-1983), Nederlands verpleegkundige die actief was in het verzet
- Henriette Bie Lorentzen (1911-2001), Noors humanist, vredesactivist, feministe en uitgever
- Halina Birenbaum (1929), Pools-Israëlisch auteur, activist en vertaler
- Denise Bloch (1916-1945), Frans geheim agent voor de Britse Special Operations Executive
- Hendrika Blokland-Pater (1894-1945), Nederlands verzetsstrijder
- Tine Boeke-Kramer (1919-2018), Nederlands verzetsstrijder
- Mies Boissevain-van Lennep (1896-1965), Nederlands feminist en verzetsstrijder
- Betsie ten Boom (1885-1944), Nederlands verzetsstrijder
- Corrie ten Boom (1892-1983), Nederlands verzetsstrijder
- Tiny Boosman-van Delft (1908-2005), Nederlands verzetsstrijder
- Wieke Bosch (1882–1945), Nederlands activist en verzetsstrijder
- Marie Bouffa (1882-1945), Belgisch verzetsstrijder
- Aat Breur-Hibma (1913-2002), Nederlands tekenaar, kustschilder en verzetsstrijder
- Bep Binkhorst (1916), Nederlands onderduikgeefster
- Johanna Bruins (1916-2002), Nederlands verzetsstrijder

## D
- Bat-Sheva Dagan (1925), Pools onderwijzeres en auteur
- Hilda Daneels (1912-1979), Belgisch verzetsstrijder
- Andrée De Jongh (1916-2007), Belgisch verzetsstrijder
- Juliana Wilhelmina Dessauvagie-van der Noordaa (1885-1945), Nederlands verzetsstrijder
- Jeanne Dormaels (1908-1945), Belgisch verzetsstrijder
- Andrée Dumon (1922-2025), Belgisch verzetsstrijder

## E
- Johanna Eekman (1897-1960), Nederlands verpleegkundige en verzetsstrijder in België
- Leopold Engleitner (1905-2013), Oostenrijks Jehova's getuige en dienstweigeraar

## F
- Annetje Fels-Kupferschmidt (1914-2001), Nederlands kleuterleidster en activist
- Albert François (1879-1946), Belgisch bestuurder, onder meer van een bureau in Marseille voor het onthaal van Belgische vluchtelingen en de organisatie van hun vertrek naar Engeland

## G
- Gijsberta van Garderen (1902-1996), Nederlandse verzetsstrijdster
- Carla Gastkemper (1925-2019), Nederlands verzetsstrijder
- Geneviève de Gaulle-Anthonioz (1920-2002), Frans verzetsstrijder
- Simonne Gerbehaye (1899-1987), Belgisch verzetsstrijder
- Roosje Glaser (1914-2000), Joods-Nederlands danseres
- Suzanne Grégoire-Cloes (1906-1982), Belgisch verzetsstrijder
- Bram Grisnigt (1923-2019), Nederlands verzetsstrijder
- Simone Guillissen-Hoa (1916-1996), Belgisch architect
- Willemijn van Gurp (1918-2021), Nederlands koerierster voor het verzet

## H
- Jet Haak (1894-1944), Nederlands verzetsstrijder
- Trien de Haan-Zwagerman (1891-1986), Nederlands verzetsstrijder
- Suzy van Hall (1907-1978), Nederlands danseres en verzetsstrijder
- Odette Hallowes (1912-1995), Frans agent van de Britse geheime organisatie Special Operations Executive
- Inge van Hardenbroek (1921-1945), Nederlands verzetsstrijder
- Mien Harmsen (1915-200), Nederlands verzetsstrijder
- Leonie van Harssel (1919-1998), Nederlands verzetsstrijder
- Kiky Heinsius (1921-1990), Nederlands verzetsstrijder
- Sedje Hémon (1923-2011), Nederlands verzetsstrijder
- Anna Heringa-Jongbloed (1901-1945), Nederlands verzetsstrijder
- Liesbeth Hermsen (1895-1980), Nederlands verzetsstrijder
- Grada van Horen (1911-1985), Nederlands verzetsstrijder

## J
- Milena Jesenská (1896-1944), Tsjechisch schrijfster en verzetsstrijder
- Dames Jolink (1891-1944 en 1888-1945), twee Nederlandse verzetsstrijders

## K
- Ada van Keulen (1920-2010), Nederlands verzetsstrijder
- Hebe Charlotte Kohlbrugge (1914-2016), Nederlands verzetsstrijder
- Bouke Koning (1915-1998), Nederlands verzetsstrijder
- Toto Koopman (1908-1991), Nederlands-Javaans model, actief in het Italiaanse verzet
- Eltien Krijthe (1909-1945), Nederlands verzetsstrijder
- Cato Kuijken-van den Eijnde (1877-1945), Nederlands verzetsstrijder
- Helena Kuipers-Rietberg (1893-1944), Nederlands verzetsstrijder

## L
- Jobs van Laar (1894-1971), Nederlands koerierster
- Anna op 't Landt (1883-1945), Nederlands beeldhouwer en verzetsstrijder
- Rika van der Lans (1891-1945), Nederlands verzetsstrijder
- Cecily Lefort (1900-1945), Brits geheim agent in Frankrijk
- Mary Lindell (1895-1987), Brits verzetsstrijden en mogelijk dubbelagent
- Geke Linker (1921), Nederlands verzetsstrijder
- Mary Lippens (1904-1944), echtgenote van een Belgisch verzetsstrijder
- Rie Lips-Odinot (1908-1998), Nederlands verzetsstrijder
- Gertrud Luckner (1900-1995), Duits maatschappelijk werker en verzetsstrijder

## M
- Rosa Manus (1881-1942), Nederlands pacifist
- Louise de Montel (1926-1993), Surinaams-Nederlands zangeres en verzetsstrijder
- Nelly Mousset-Vos (1906-1987), Belgisch operazangeres en verzetsstrijder

## N
- Elisabeth van der Noot d'Assche (1899-1974), Belgische gravin die ravitaillering bezorgde voor Engelse ondergedoken vliegeniers

## O
- Jet van Oijen (1914-1983), Nederlands verzetsstrijder
- Renny van Ommen-de Vries (1901-1993), Nederlands verzetsstrijder
- Leonie Overgoor (1924-2006), Nederlands verzetsstrijder
- Marie Oyon (1898-1969), Frans verzetsstrijder

## P
- Selma van de Perre (1922), Nederlands-Brits verzetsstrijder
- Maria van der Pol-van der Linden (1901-1945), Nederlands verzetsstrijder
- Annie Post (1901-1982), Nederlands verzetsstrijder, echtgenote van Marinus Post
- Stijntje Pratomo-Gret (1920-2010), Nederlands verzetsstrijder
- Sonja Prins (1912-2009), Nederlands communist, dichter, uitgever van de illegale krant Vonk
- Mientje Proost (1919-2012), Nederlands koerierster voor het verzet
- Coba Pulskens (1884-1945), Nederlands verzetsstrijder

## R
- Daweli Reinhardt (1932-2016), Duits Roma gitarist
- Alice Rels (1901-1990), Belgisch verzetsstrijder
- Lotti Röell (1911-1998), Nederlands geheim agent
- Eric Roest (1921-2015), Nederlands marineofficier
- Lilian Rolfe (1914-1945), Brits geheim agent in Frankrijk
- Zofia Romanowiczowa (1922-2010), Pools schrijver en verzetsstrijder
- Hanny van Rossum-Krijgsman (1912-1949), Nederlands stewardess en verzetsstrijder

## S
- Adeline Salomé-Finkelstein (1920-2002), Joods-Nederlands verzetsstrijder
- Liliana Segre (1930), Joods-Italiaans kind
- Atie Siegenbeek van Heukelom (1913-2002), Nederlands illustrator en koerierster voor het verzet
- Maria Skobtsova (1891-1945), Russisch dichteres, moniale en lid van het Franse verzet
- Joukje Smits (1917-1985), Nederlands verzetsstrijder
- Gisela Söhnlein (1921-2021), Nederlands verzetsstrijder, contactpersoon tussen de Amsterdamse Studenten Groep en het Utrechts Kindercomité
- Mieke Steensma (1914-2014), Nederlandse verzetsstrijdster
- Mopsa Sternheim (1905-1954), Duits-Oostenrijkse kostuumontwerper, decorontwerper en verzetsstrijder
- Cis Suijs (1907-1982), Nederlands verzetsstrijder
- Violette Szabo (1921-1945), Brits geheim agent in Frankrijk

## T
- Trix Terwindt (1911-1987), Nederlands verzetsstrijder en geheim agent voor de Britse inlichtingendienst
- Meinarda van Terwisga (1919-1997), Nederlands verzetsstrijder
- Johanna Tesch (1875-1945), Duits politica; gearresteerd na de mislukte moordaanslag op Adolf Hitler, waar zij niet bij betrokken was
- Hetty van der Togt (1924-2011), Nederlands koerierster voor het verzet
- Betty Trompetter (1917-2003), Joods-Nederlands verzetsstrijder

## V
- Mary Vaders (1922-1996), Nederlands verzetsstrijder
- Coba Veltman (1901-1976), Nederlands antifascist en verzetsstrijder
- Mathilde Verspyck (1908-1945), Nederlands verzetsstrijder
- Hetty Voûte (19181-1999), Nederlands verzetsstrijder, lid van het Utrechts Kindercomité
- Erna de Vries (1923-2021), Joods-Duits verpleegkundige

## W
- Anna de Waal (1906-1981), Nederlands lerares, Indisch gijzelaar
- Elisabeth Warnon (1915-1997), Belgisch verzetsstrijder
- Gabrielle Weidner (1914-1945), Nederlands verzetsstrijder, actief in het Franse verzet
- Willy Westerweel (1908-1999), Nederlands verzetsstrijder
- Brecht Willemse (1897-1984), Nederlands onderwijzeres, communistisch politica en verzetsstrijder

## Y
- Kek Yzerdraat (1919-2008), Nederlands koerierster voor het verzet

## Z
- Lotte Zinke (1981-1944), Duits politica, gearresteerd na de moordaanslag op Hitler

## Fotogalerij

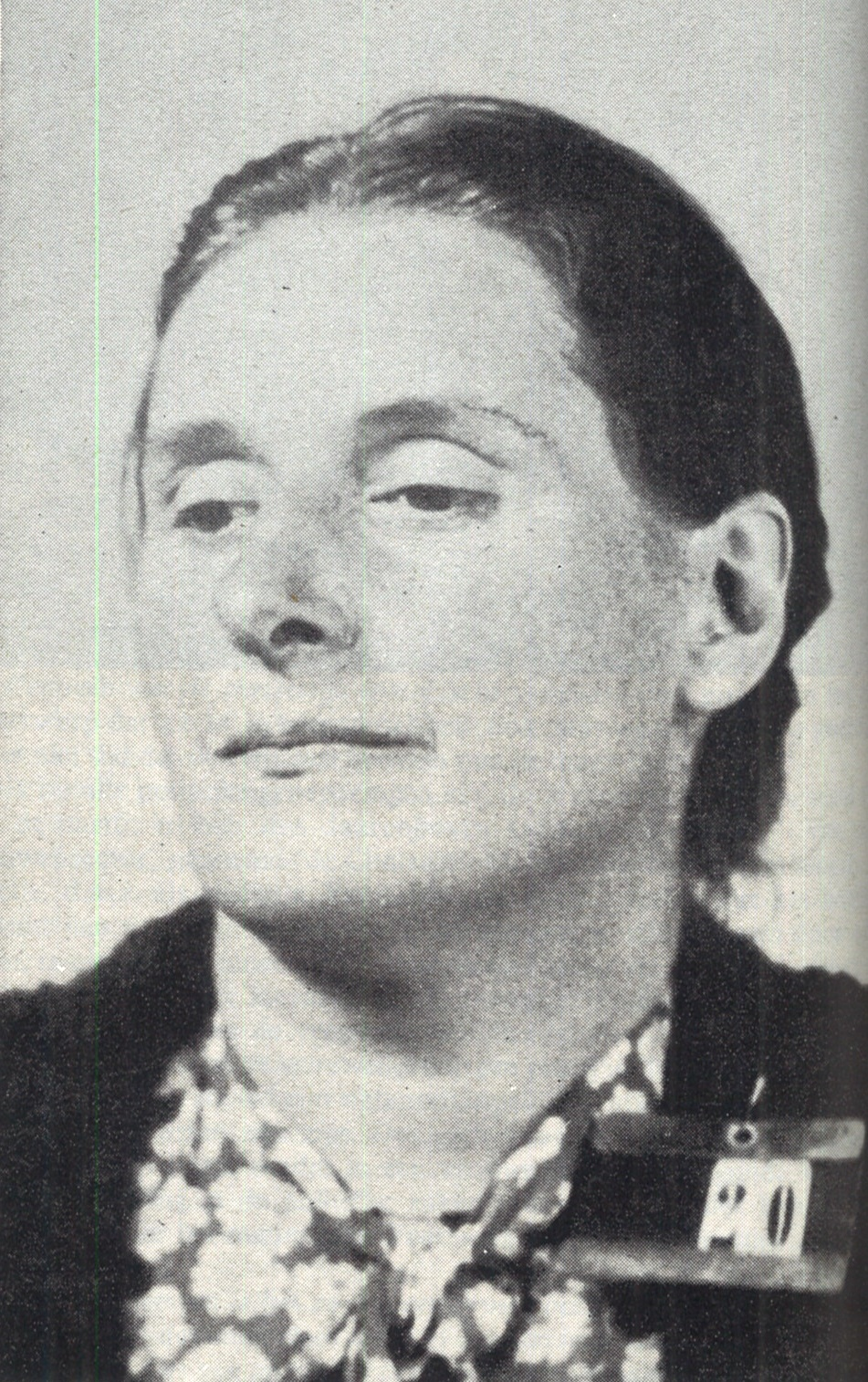
Mies Boissevain-van Lennep
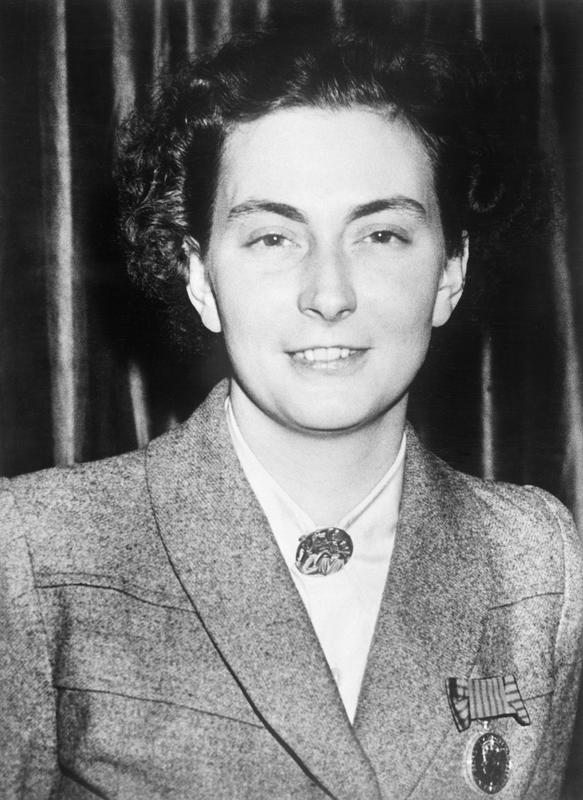
Andrée De Jongh
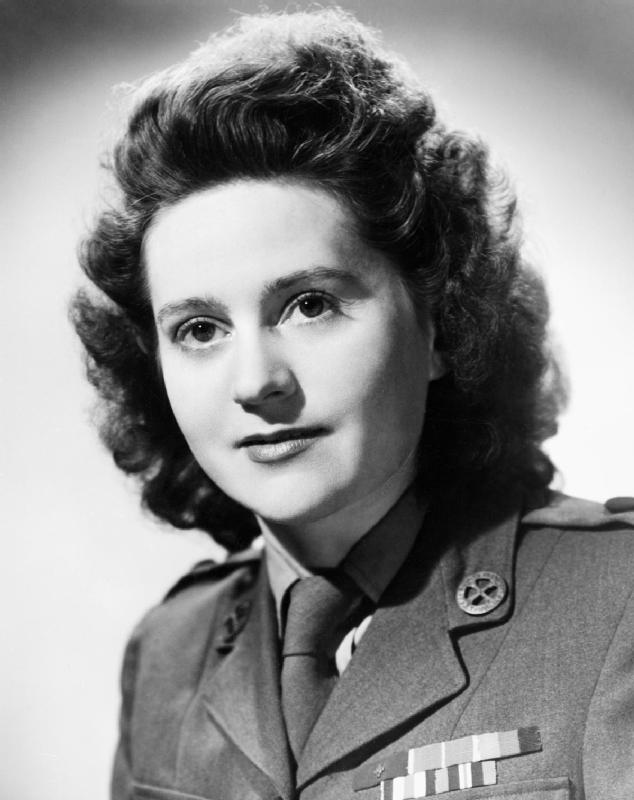
Odette Hallowes
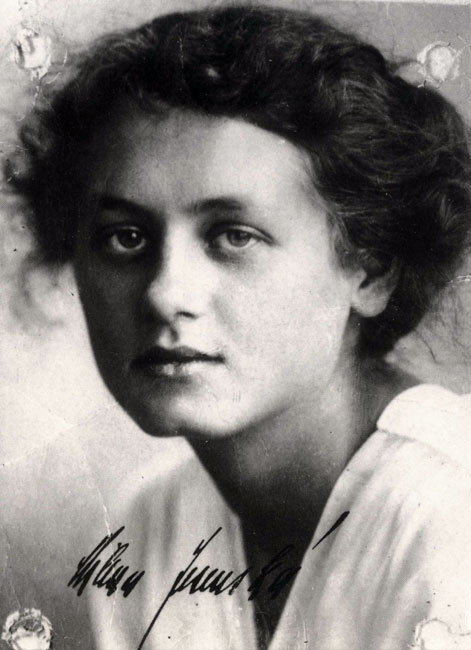
Milena Jesenská
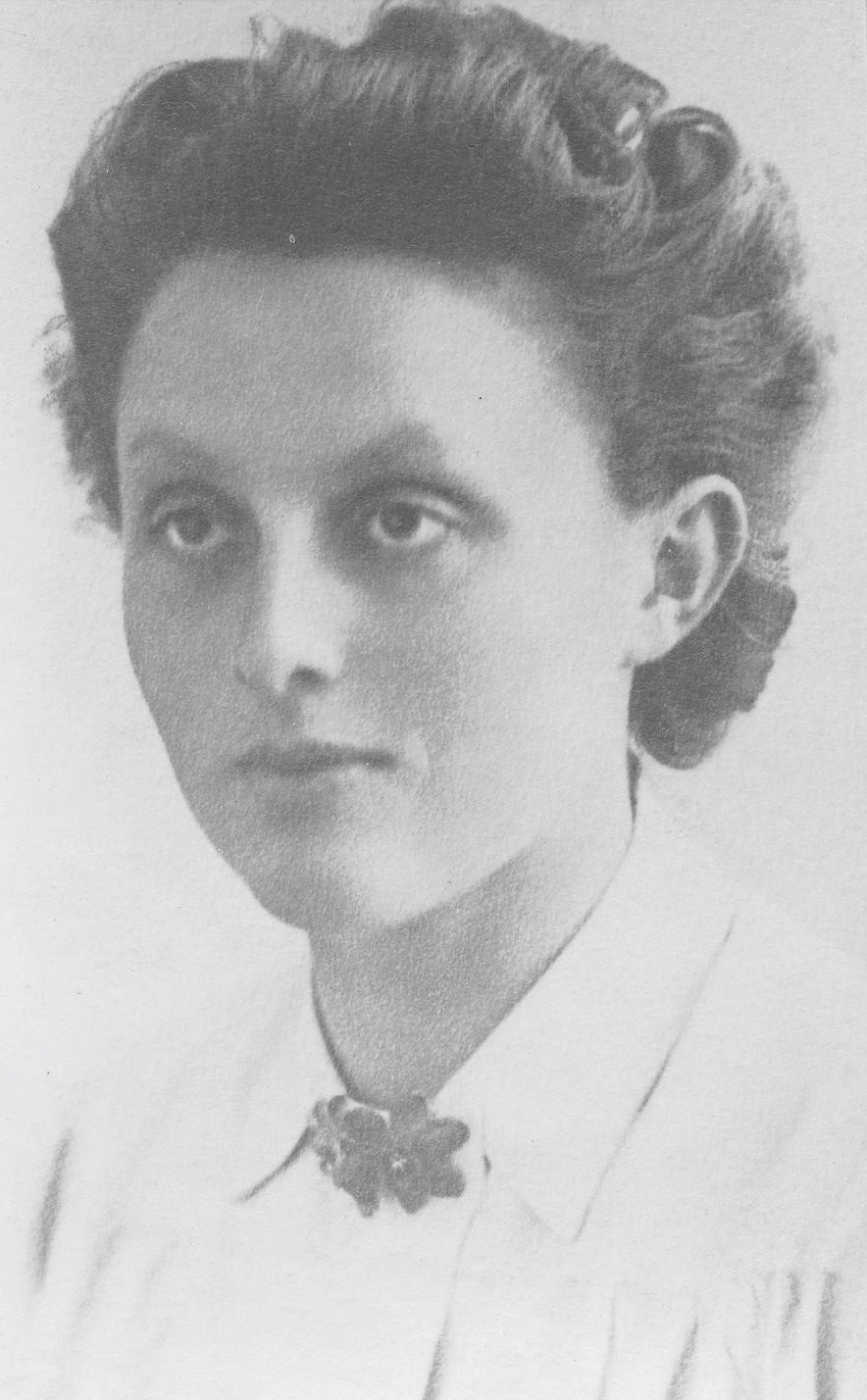
Ada van Keulen
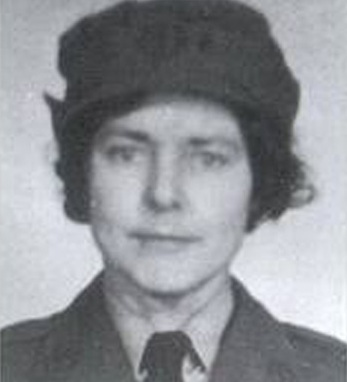
Cecily Lefort
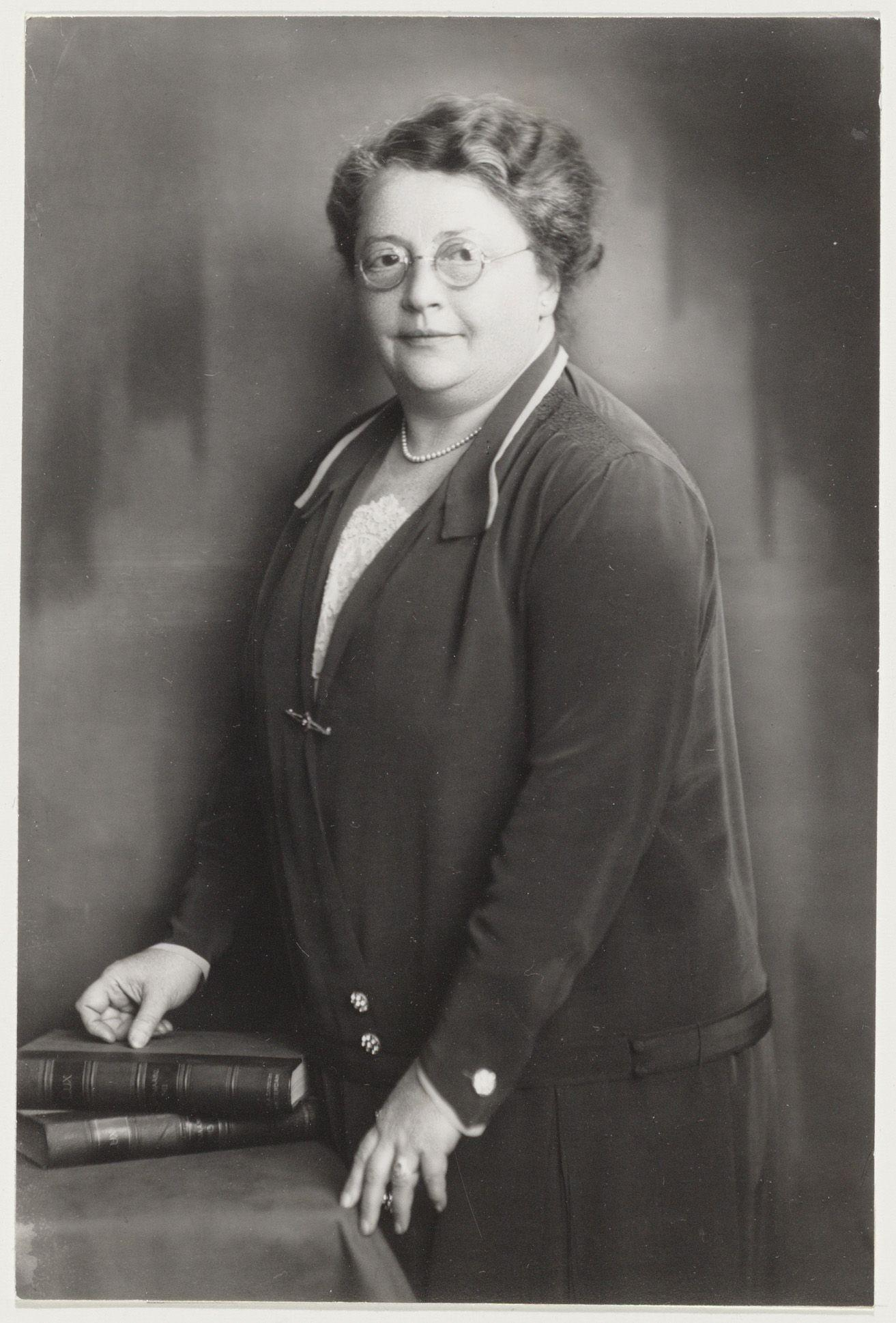
Rosa Manus
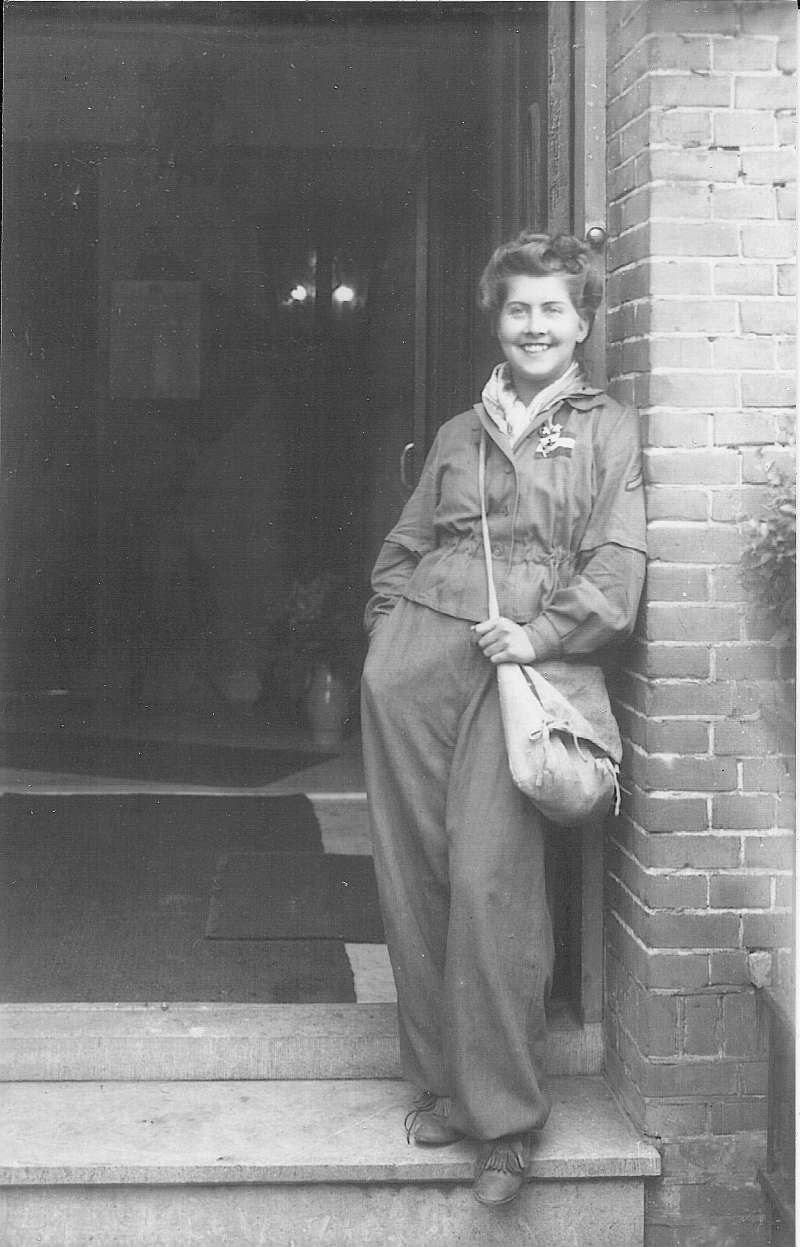
Leonie Overgoor
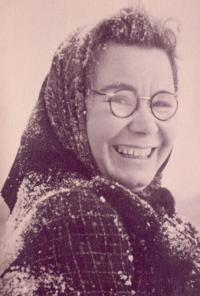
Maria van der Pol-van der Linden
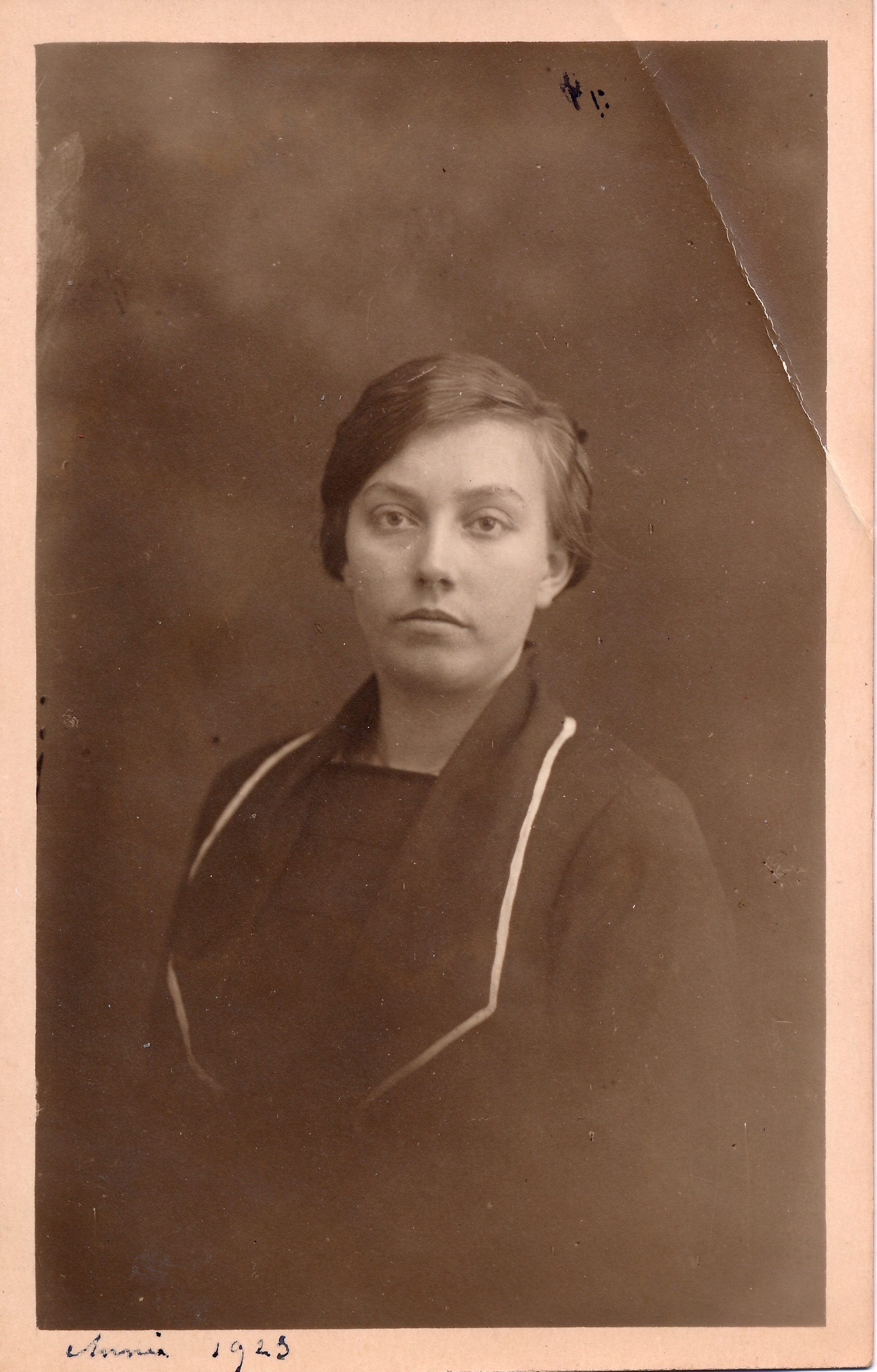
Annie Post
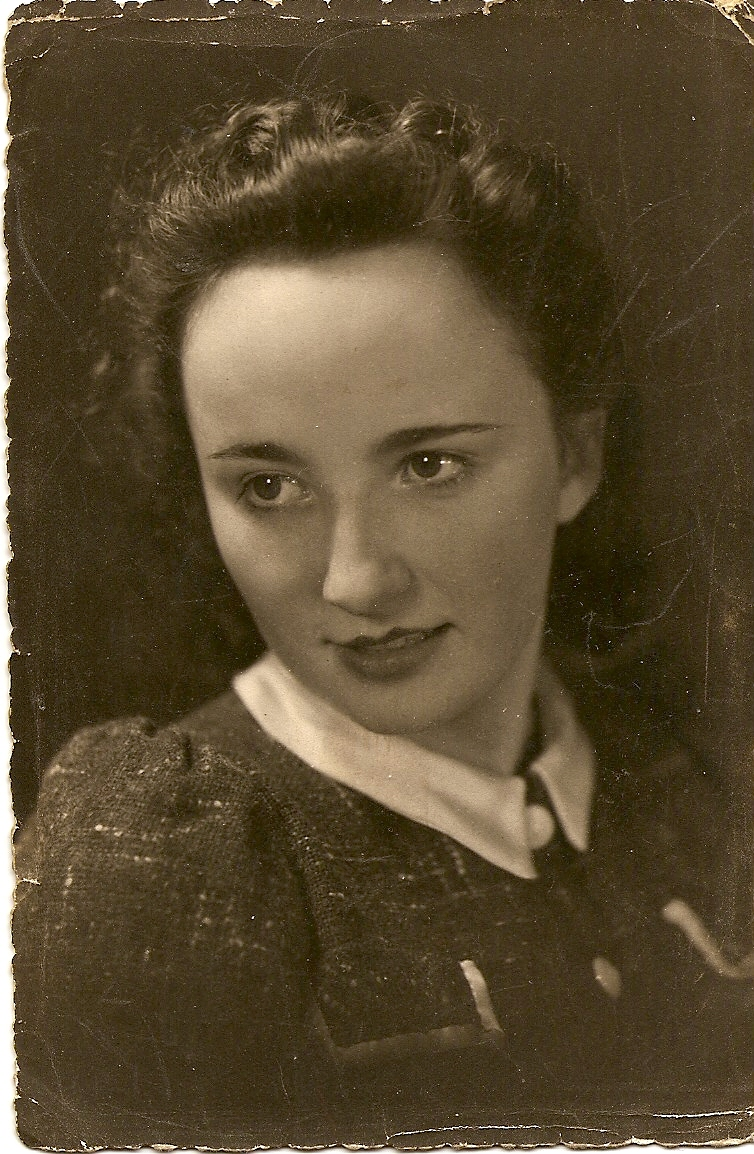
Mientje Proost
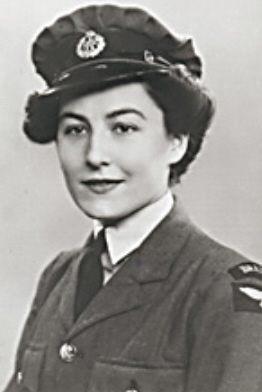
Lilian Rolfe
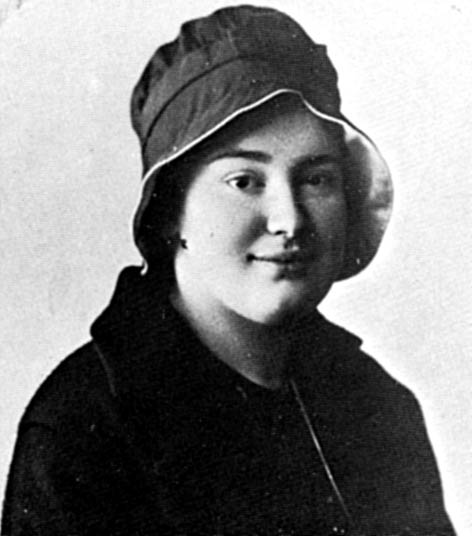
Maria Skobtsova
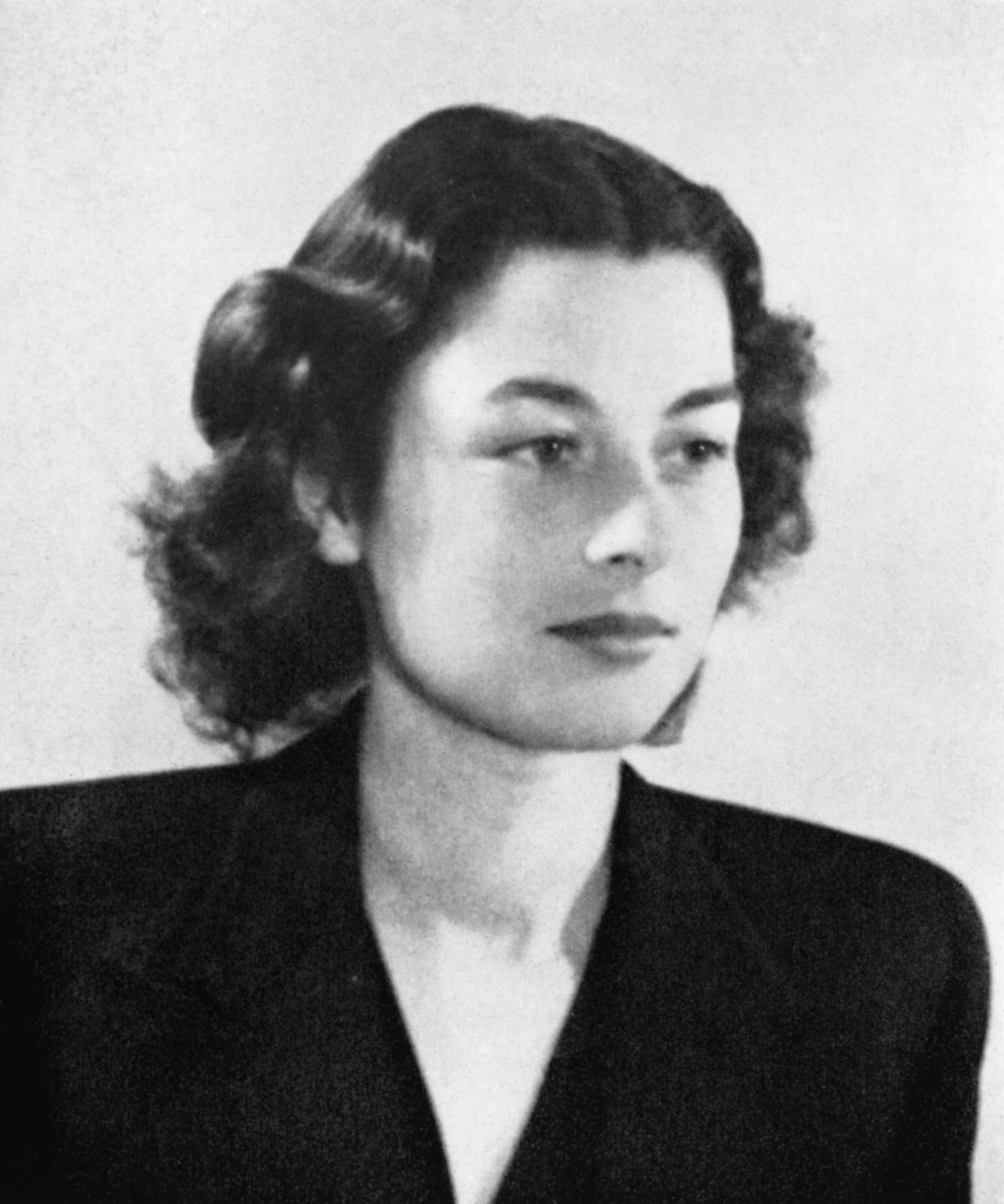
Violette Szabo
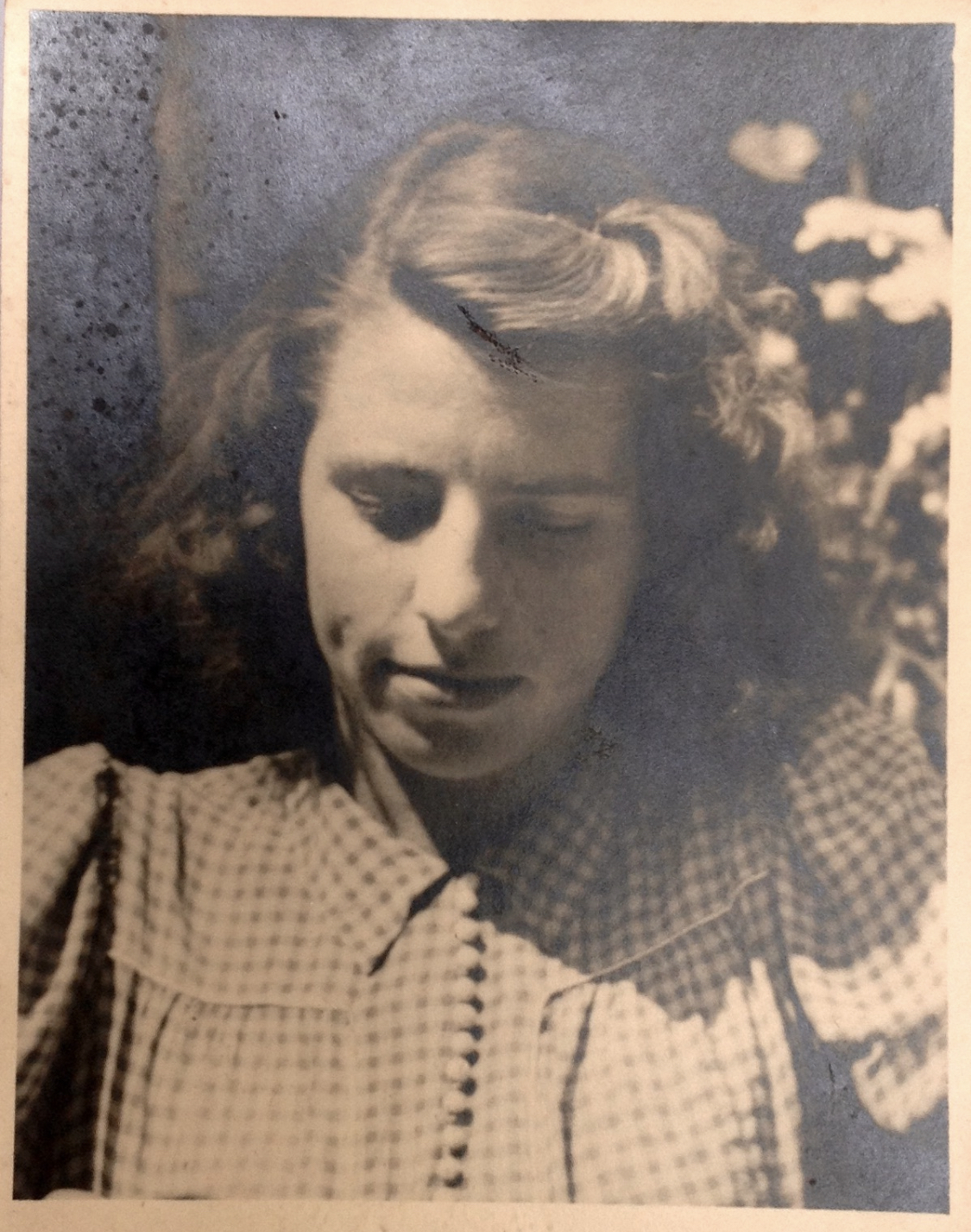
Hetty van der Togt
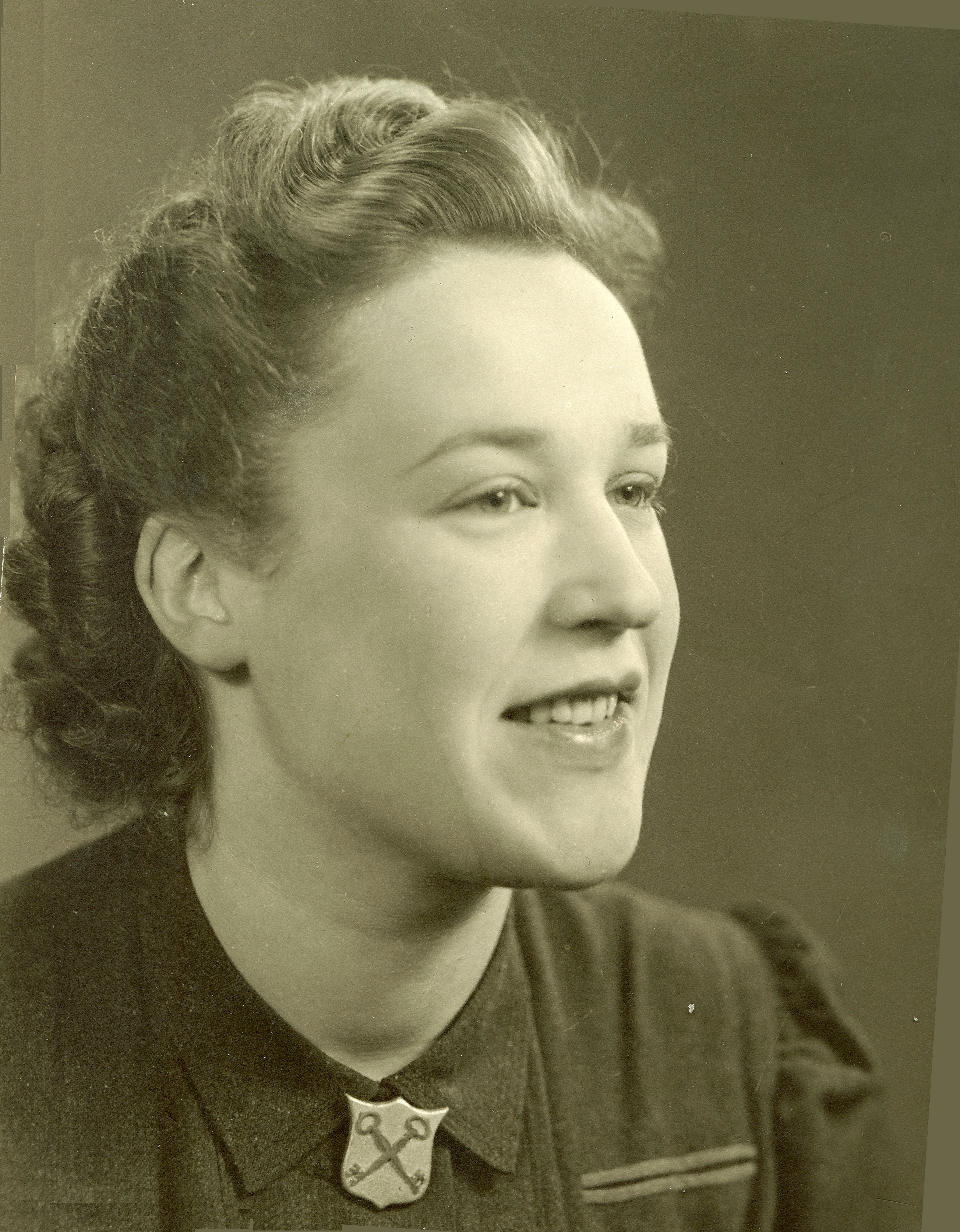
Betty Trompetter
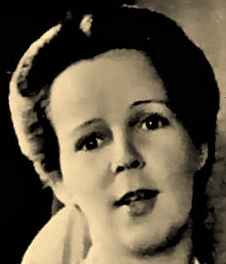
Mathilde Verspyck